# 雷尼尔山国家公园
雷尼爾山國家公園，是一座位於美國華盛頓州皮尔斯县東南的國家公園。建園於1899年3月2日，是美國第五座國家公園。公園面積為368平方英哩（954平方公里），包括了雷尼爾山全境——一座14,410呎（4,392公尺）高的層狀火山。這座山從週遭的平地中陡然升起，使得園區海拔分布從1600呎（490米）到超過14,000呎（4,300米）。園區的95%是保存在原始狀態，自1988年即被認定。最高點在Cascade Range，週遭滿是峽谷、瀑布、冰穴以及數量超過25個的冰河。休眠的火山常常籠罩在雲裡，每年爲峰頂帶來數量龐大的雨水與雪花，並且讓週末許多前來觀賞的遊客無法看到神秘面紗後的峰頂。
雷尼爾山被奇境步道（Wonderland Trail）所環繞，並為數條冰河及數座雪地所覆蓋，總面積約達35平方哩（91平方公里）。卡本冰河（Carbon Glacier）是美國本土體積最大的冰河，而面積最大者則為艾門斯冰河（Emmons Glacier）。每年約130萬人拜訪雷尼爾山國家公園。雷尼爾山是登山者所喜愛的攻頂處之一，每年約有10,000次攻頂嘗試。
天堂旅客中心（Paradise Visitor Center）於1972年記錄下降雪量1122英呎的世界紀錄。
這座公園於1997年2月18日被認定為美國國家歷史景點。
這座公園包含了古代森林與亞高山帶草原等特色，是西北太平洋區的自然景緻。

## 公園內景點
- Carbon River/Mowich Lake：一日遊的觀光客很少到這個區域。大多數的道路是沒有柏油路面。來這區域的多是爬山或露營的人們。
- Sunrise/White River：受歡迎的一日遊地點之一. 在這裡遊客可以從東北角眺望雷尼爾山。由於此區域的高度（6,400英呎；1,950公尺），一般是六月底或七月初間才會開放， 一直到十月初便關閉。這裡有個旅客服務中心。
- Ohanapecosh：園內最少雨的區域。有一個旅客服務中心（開放約六月至十月初）。
- Paradise：國家公園內最受歡迎的一日遊地點。位於雷尼爾山的南端，冬季有破紀錄的降雪量。在夏天則有一望無際的野花（位trail內）。這裡有旅客服務中心（開放五月到十月初間，其他的時間則是週末或假日）
  - Paradise Inn：開放五月底到十月初間的旅館
  - Guide House：野外服務處；獲取露營和踏青資訊
  - Paradise Ranger Station：登山報備的地方。
- Longmire：國家公園於 1916 年最早開發的地方。
  - Longmire Museum：全年開放；包括冬季時的登山和入園許可
  - Wilderness Information Center：五月底至十月初；登山，健行和露營等資訊
  - National Park Inn：全年開放的園內旅館
- 克里斯汀瀑布：一個在橋邊的瀑布
- The Glacier Bridge：可以眺望Nisqually谷地上的Nisqually冰川
- Ricksecker Point Road：僅夏天開放，可以眺望雷尼爾山、Nisqually谷地和Tatoosh山脈
- Narada Falls：一個短的但大坡度的小徑。瀑布高度約60公尺。

文章由此節錄

## 外部連結

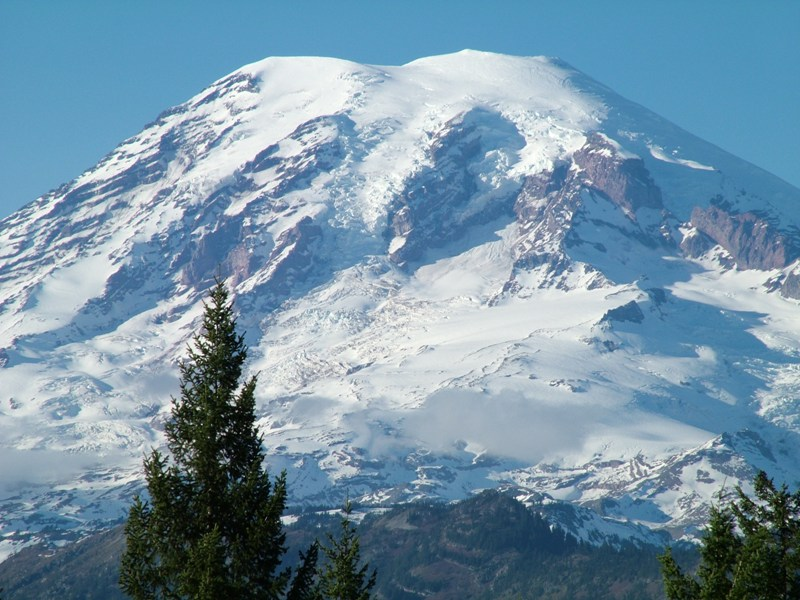
雷尼爾山南面，帶有尼斯夸利冰河（Nisqually Glacier）從近中心的頂峰冰帽一路而下。

- 官方網頁：Mount Rainier National Park （页面存档备份，存于）
- 雷尼爾山國家公園之視覺虛擬旅遊 （页面存档备份，存于）
- Park map （PDF檔, 2MB），由美國國家公園管理處提供
- 美國國家歷史景點資訊 （页面存档备份，存于）
- 攝影旅者：雷尼爾山國家公園 （页面存档备份，存于）